# إليوكارس
إليوكارس هو جنس عالمي تقريبًا يتكون من 250 نوعًا فأكثر من النباتات المزهرة في فصيلة السعديات. يتمتع الجنس بتوزيع جغرافي عالمي ، ذو مراكز التنوع في غابات الأمازون المطيرة والمنحدرات الشرقية المجاورة لجبال الأندة في أمريكا الجنوبية وشمال أستراليا وشرق أمريكا الشمالية وكاليفورنيا وجنوب إفريقيا وآسيا شبه الاستوائية.